# قائمة الرحلات الرئاسية لفولوديمير زيلينسكي

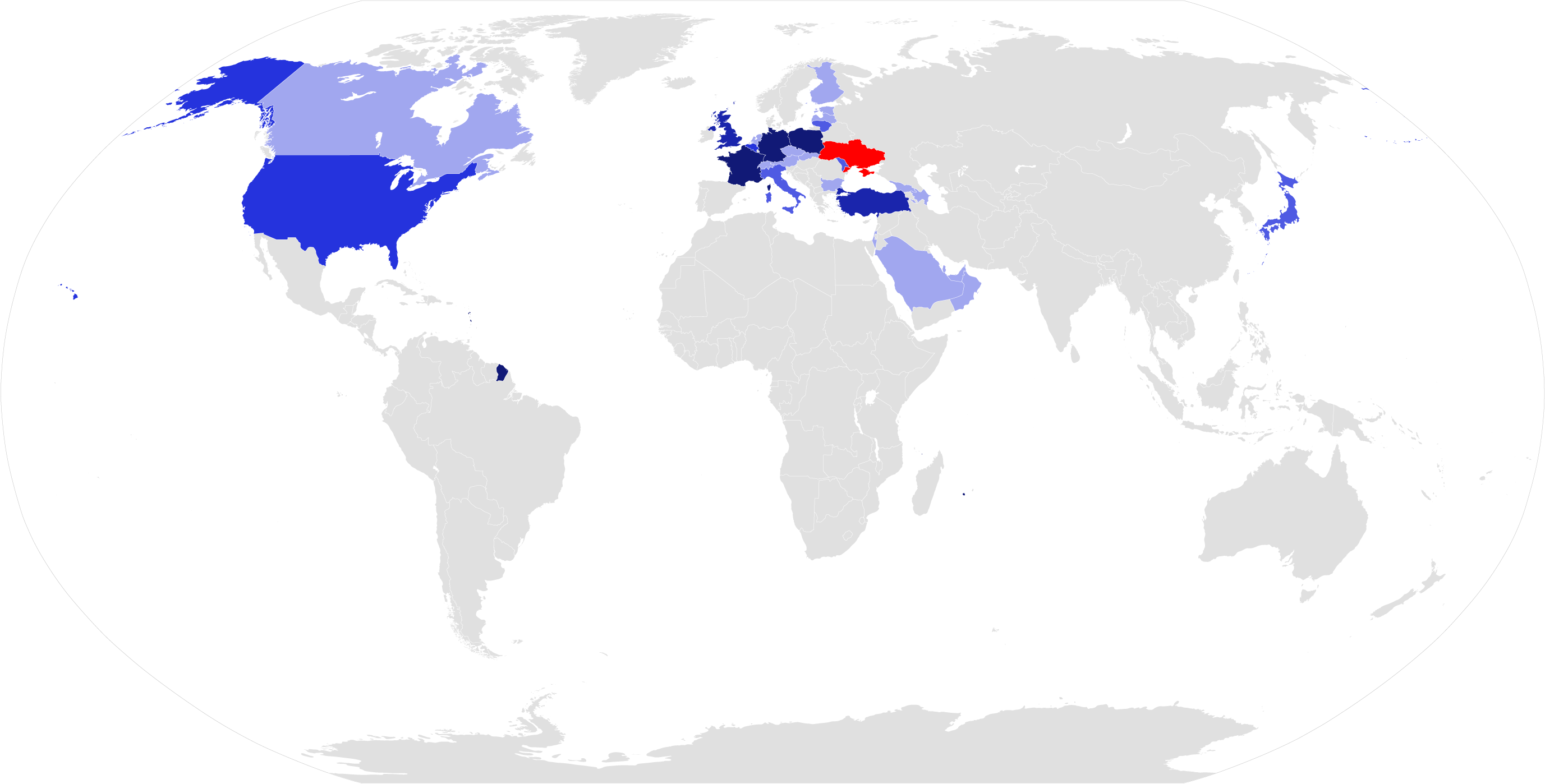
خريطة الزيارات الدولية لفولوديمير زيلينسكي.

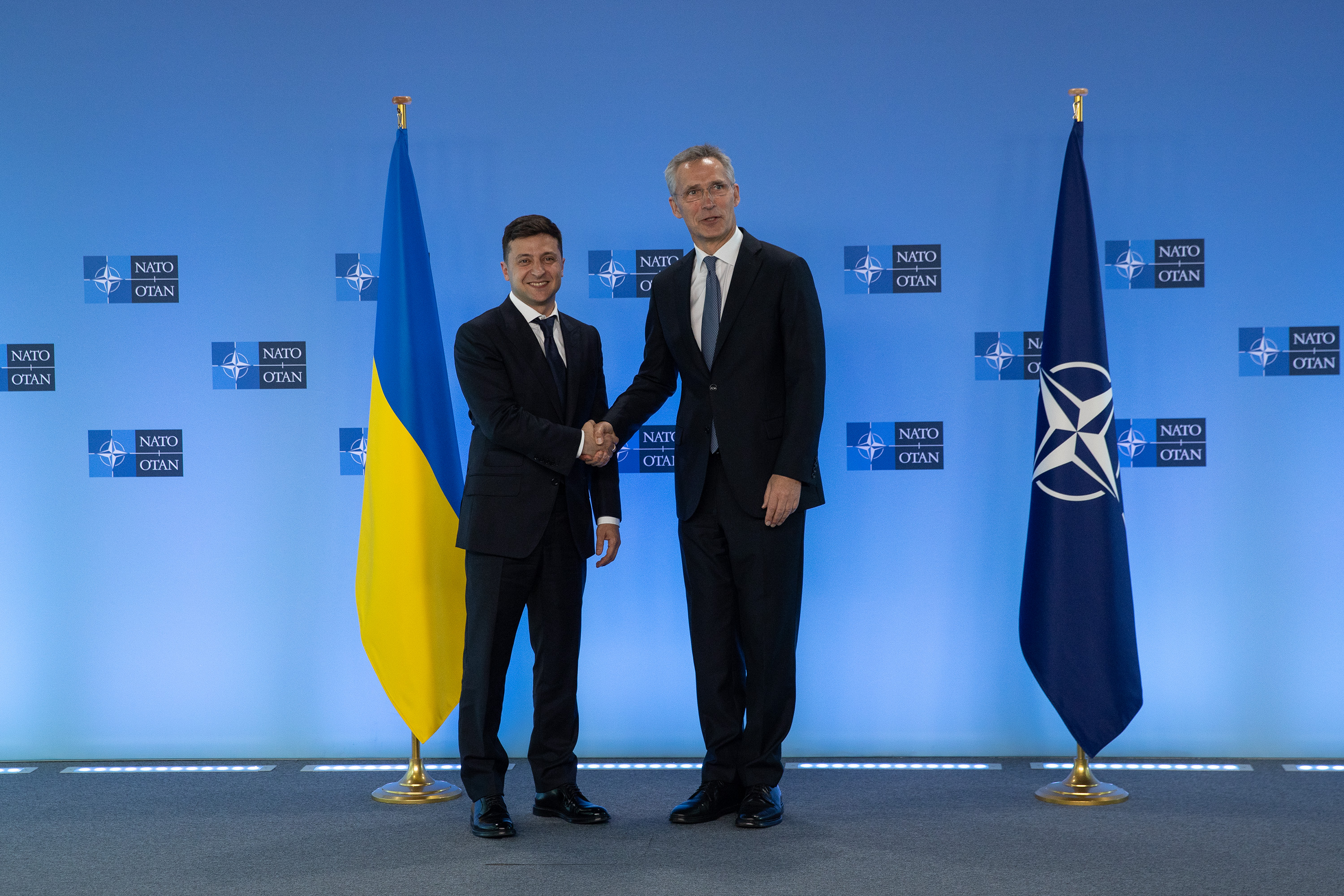
زيلينسكي مع الأمين العام لحلف الناتو ينس ستولتنبرغ في يونيو 2019.

هذه قائمة بالرحلات الرئاسية الدولية التي قام بها الرئيس السادس لأوكرانيا، فولوديمير زيلينسكي، منذ توليه منصبه في مايو 2019.

## ملخص

### 2019

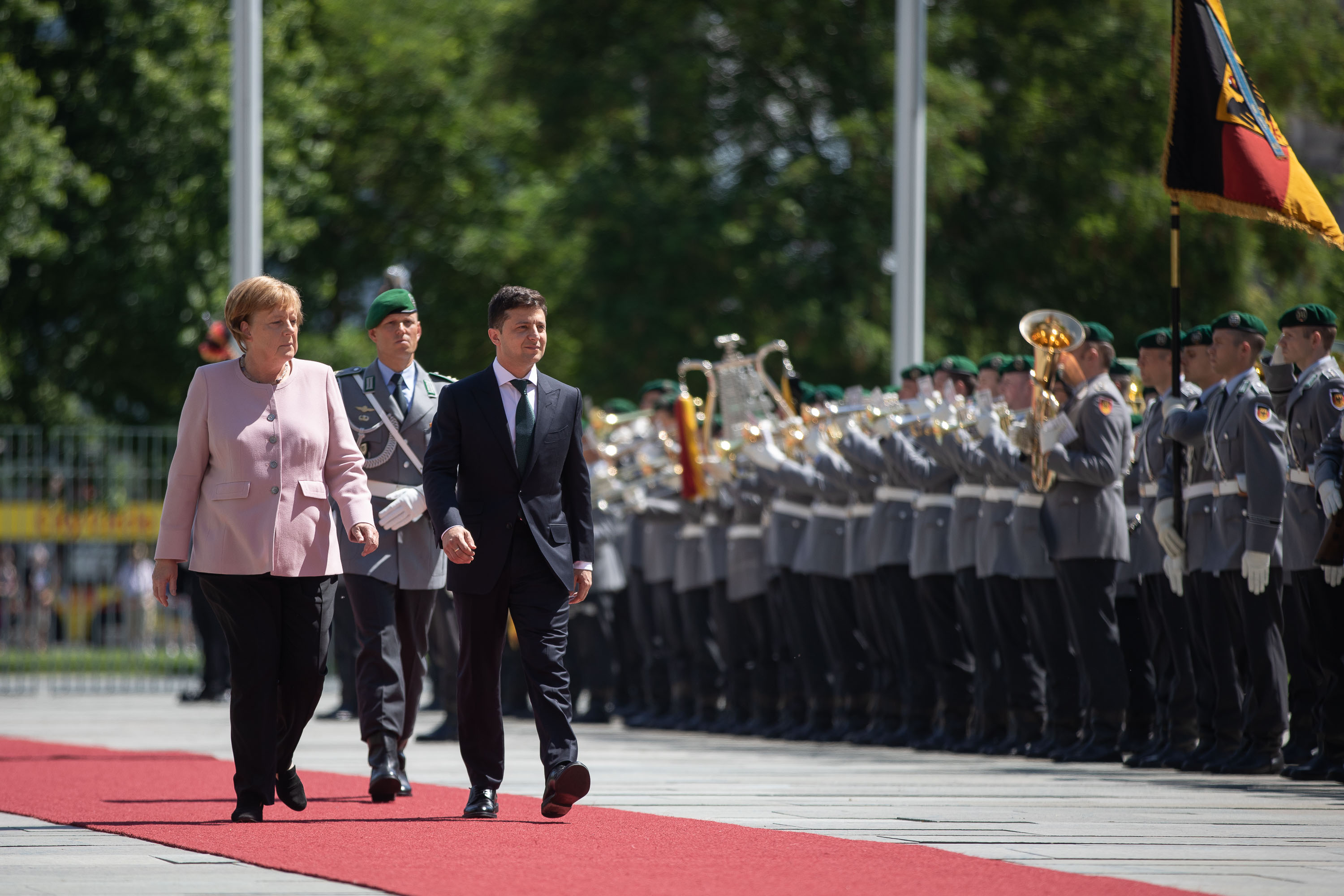
زيلينسكي مع المستشارة الألمانية أنجيلا ميركل في مجمع المستشارية الاتحادية في برلين، يونيو 2019.

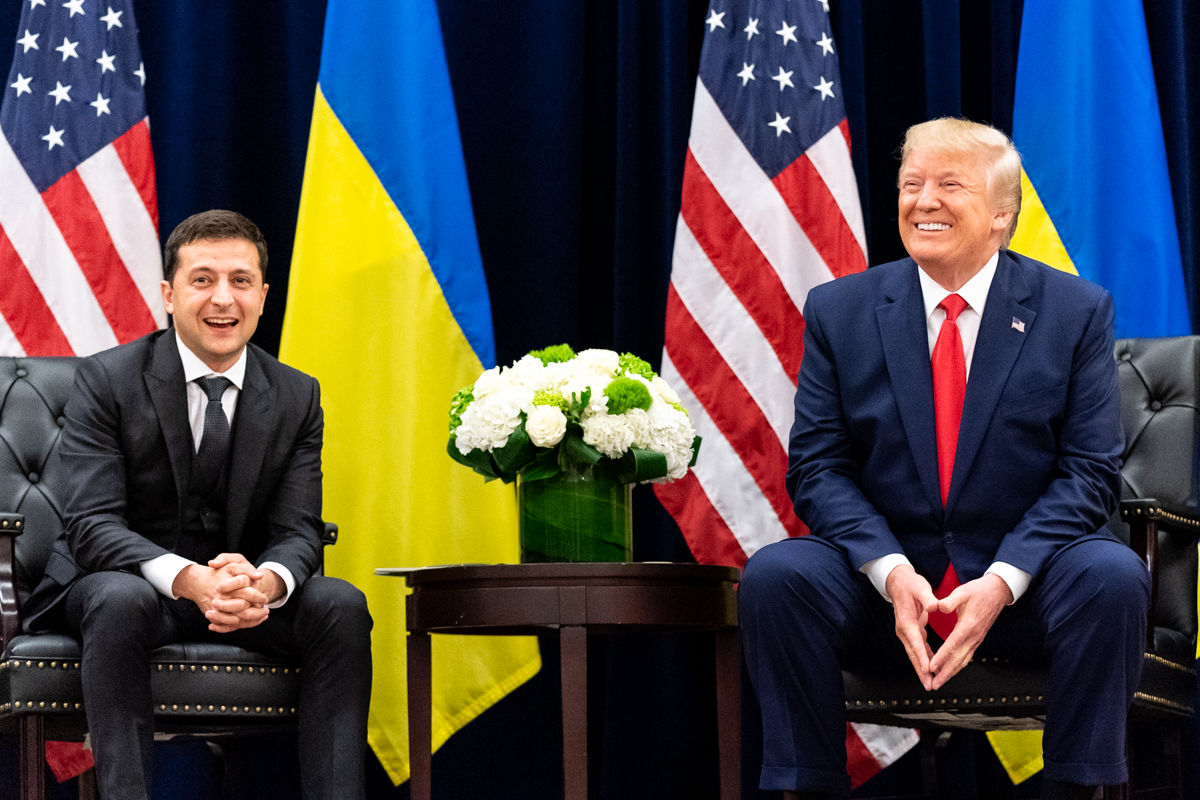
زيلينسكي مع الرئيس الأمريكي دونالد ترامب في فندق لوت نيويورك بالاس في مدينة نيويورك، سبتمبر 2019.

| البلد                     | المناطق التي تمت زيارتها | تواريخ        | ملاحظات                                          |
| ------------------------- | ------------------------ | ------------- | ------------------------------------------------ |
| بلجيكا · الاتحاد الأوروبي | بروكسل                   | 4-5 يونيو     | زيارة عمل                                        |
| فرنسا                     | باريس                    | 17 يونيو      | زيارة دولة                                       |
| ألمانيا                   | برلين                    | 18 يونيو      | زيارة دولة                                       |
| كندا                      | تورونتو                  | 1-3 يوليو     | حضر مؤتمر إصلاح أوكرانيا الثالث                  |
| تركيا                     | أنقرة، إسطنبول           | 7 إلى 8 أغسطس | زيارة دولة                                       |
| بولندا                    | وارسو                    | 1 سبتمبر      | زيارة دولة، الذكرى السنوية الثمانين لحملة سبتمبر |
| الولايات المتحدة          | مدينة نيويورك            | 24-25 سبتمبر  | حضر الدورة 74 للجمعية العامة للأمم المتحدة       |
| لاتفيا                    | ريغا                     | 16 أكتوبر     | زيارة دولة                                       |
| اليابان                   | طوكيو                    | 21-24 أكتوبر  | زيارة دولة                                       |
| إستونيا                   | تالين                    | نوفمبر 26     | زيارة دولة                                       |
| ليتوانيا                  | فيلنيوس                  | نوفمبر 27     | زيارة دولة                                       |
| فرنسا                     | باريس                    | ديسمبر 9      | هيئة نورماندي                                    |
| أذربيجان                  | باكو                     | 17-16 ديسمبر  | زيارة دولة                                       |

### 2020
| البلد           | المناطق التي تمت زيارتها | تواريخ       | ملاحظات                   |
| --------------- | ------------------------ | ------------ | ------------------------- |
| عمان            | مسقط                     | 6-5 يناير    | زيارة عمل                 |
| سويسرا          | دافوس                    | 22 يناير     | المنتدى الاقتصادي العالمي |
| إسرائيل         | القدس                    | 24-23 يناير  | المنتدى الاقتصادي العالمي |
| بولندا          | أشفنشم                   | 27-26 يناير  | زيارة عمل                 |
| إيطاليا         | روما                     | 7 فبراير     | زيارة دولة                |
| الفاتيكان       | الفاتيكان                | 8 فبراير     | زيارة دولة                |
| ألمانيا         | ميونخ                    | 15-14 فبراير | مؤتمر ميونيخ للأمن        |
| النمسا          | فيينا                    | 16-15 سبتمبر | [ 32 ] [ 33 ]             |
| سلوفاكيا        | براتيسلافا               | 24 سبتمبر    | [ 34 ]                    |
| بلجيكا          | بروكسل                   | 6 أكتوبر     | زيارة عمل                 |
| المملكة المتحدة | لندن                     | 8-7 أكتوبر   | زيارة رسمية               |
| تركيا           | إسطنبول                  | 16 أكتوبر    | زيارة عمل                 |

### 2021
| البلد                    | المناطق التي تمت زيارتها     | تواريخ       | ملاحظات                                                                   |
| ------------------------ | ---------------------------- | ------------ | ------------------------------------------------------------------------- |
| الإمارات العربية المتحدة | أبو ظبي                      | 15-14 فبراير | زيارة عمل                                                                 |
| قطر                      | الدوحة                       | 5 أبريل      | زيارة رسمية                                                               |
| تركيا                    | إسطنبول                      | 10 أبريل     | زيارة رسمية                                                               |
| فرنسا                    | باريس                        | 16 أبريل     | زيارة عمل                                                                 |
| بولندا                   | وارسو                        | 3 مايو       | زيارة عمل. شارك في الاحتفالات بمناسبة مرور 230 عامًا على الدستور البولندي. |
| ليتوانيا                 | فيلنيوس                      | 7-6 يوليو    | شارك في احتفالات يوم الدولة.                                              |
| ألمانيا                  | برلين                        | 12 يوليو     | [ 45 ]                                                                    |
| جورجيا                   | باطوم                        | 20-19 يوليو  | [ 46 ]                                                                    |
| مولدوفا                  | كيشيناو                      | 27 أغسطس     | شارك في احتفالات عيد الاستقلال.                                           |
| الولايات المتحدة         | واشنطن العاصمة سان فرانسيسكو | 31 أغسطس     | [ 47 ] [ 48 ]                                                             |

## زيارات مستقبلية
| البلد     | المناطق التي تمت زيارتها | تواريخ     | ملاحظات    |
| --------- | ------------------------ | ---------- | ---------- |
| الهند     | نيودلهي                  | يحدد لاحقًا | زيارة دولة |
| إسرائيل   | القدس                    | يحدد لاحقًا | زيارة دولة |
| رومانيا   | بوخارست                  | يحدد لاحقًا | زيارة دولة |
| كازاخستان | نور سلطان                | يحدد لاحقًا | زيارة دولة |
| البرازيل  | برازيليا                 | يحدد لاحقًا | زيارة دولة |
|           |                          |            |            |

## زيارات ملغاة
| البلد   | المناطق التي خُطط لزيارتها | التواريخ المخططة | ملاحظات |
| ------- | ------------------------- | ---------------- | --- |
| بيلاروس | مينسك                     | 9-8 أكتوبر       | كان من المخطط أن تكون زيارة دولة بالإضافة إلى فرصة لحضور منتدى المناطق. تم تأجيلها بسبب الاحتجاجات البيلاروسية 2020. |

## معرض الصور

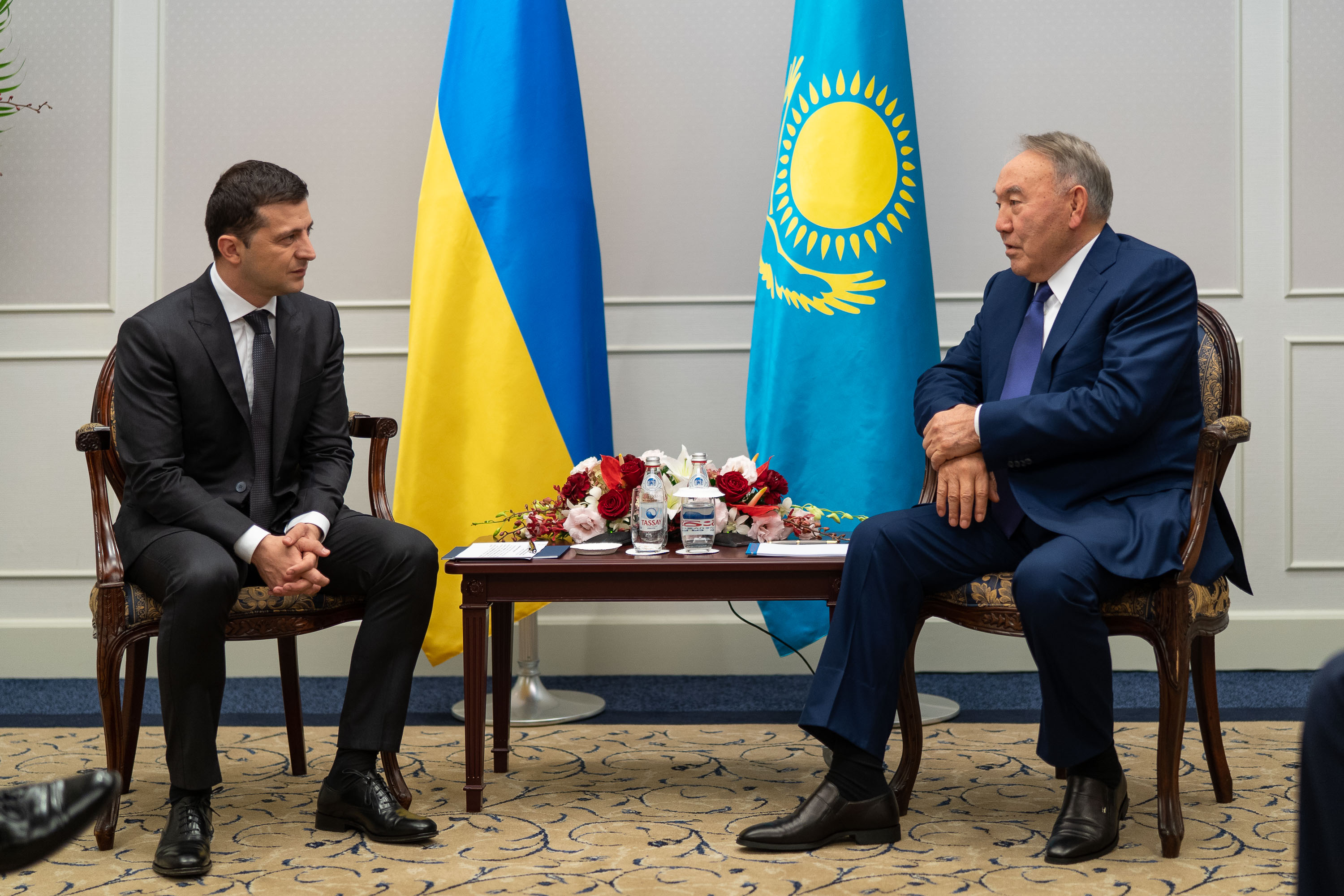
زيلينسكي والرئيس الكازاخستاني السابق نور سلطان نزارباييف في طوكيو، أكتوبر 2019.
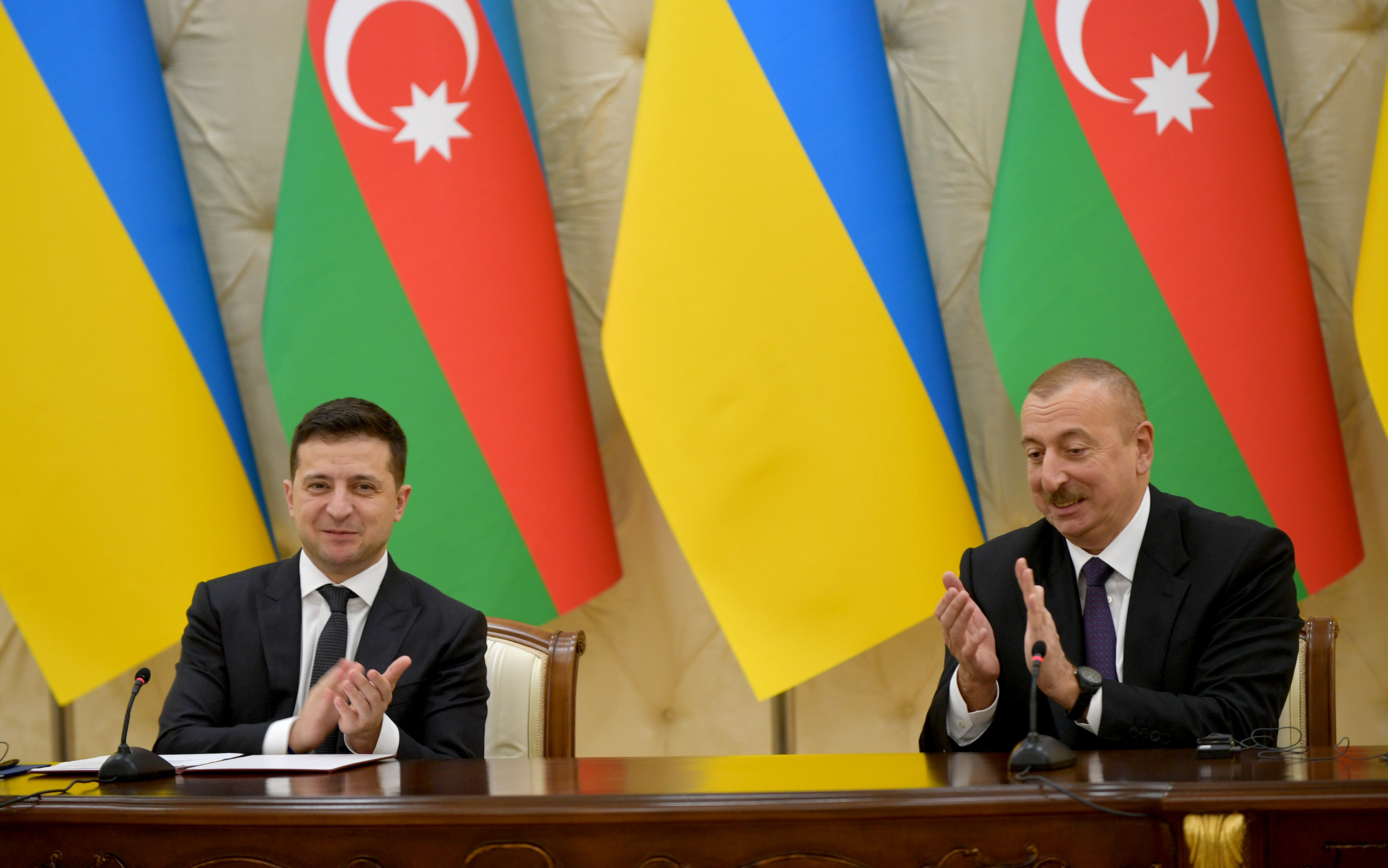
زيلينسكي و‌إلهام علييف خلال مؤتمر صحفي في باكو في ديسمبر 2019.
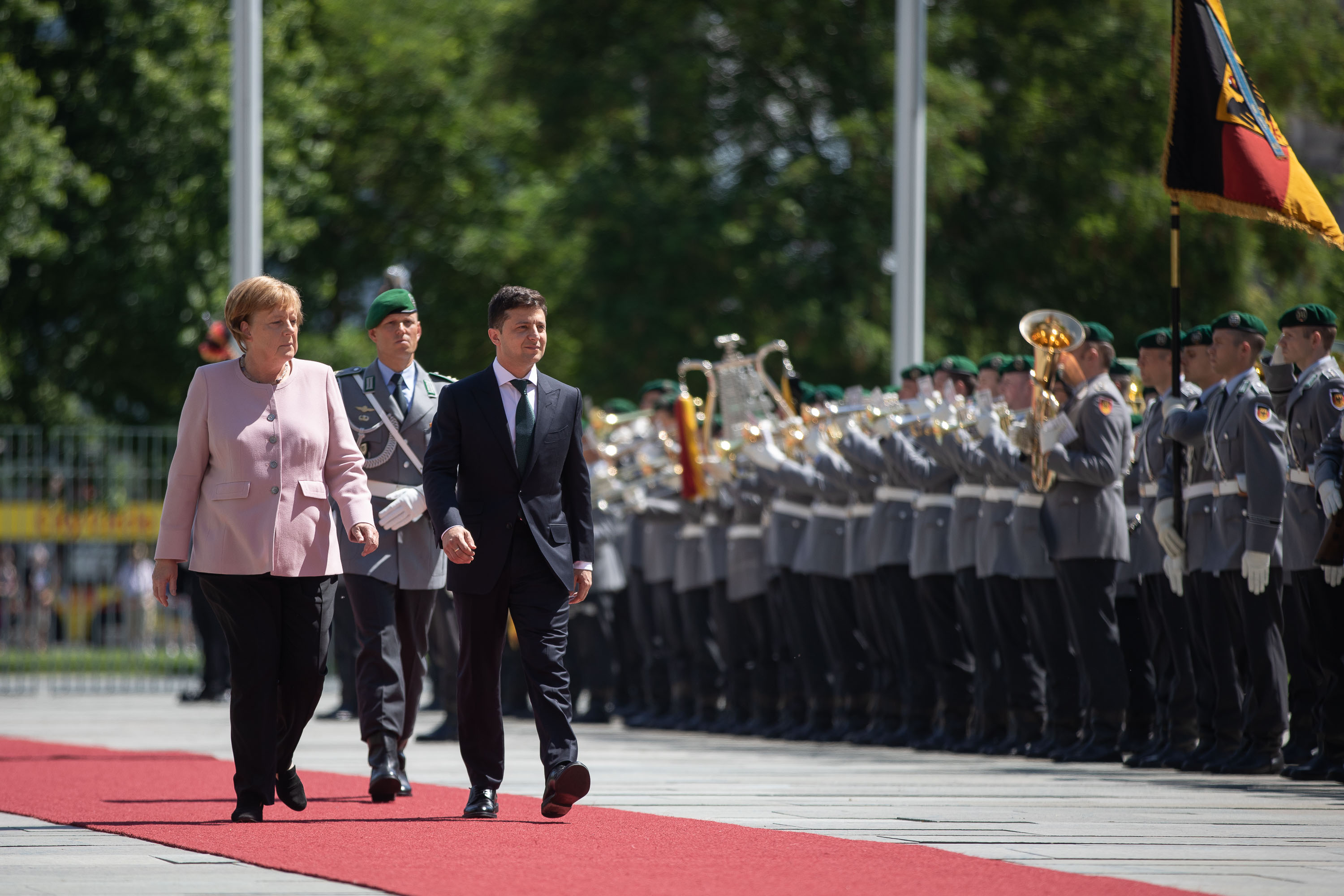
زيلينسكي مع المستشارة الألمانية أنغيلا ميركل في مبنى المستشارية الاتحادية في برلين، يونيو 2019.
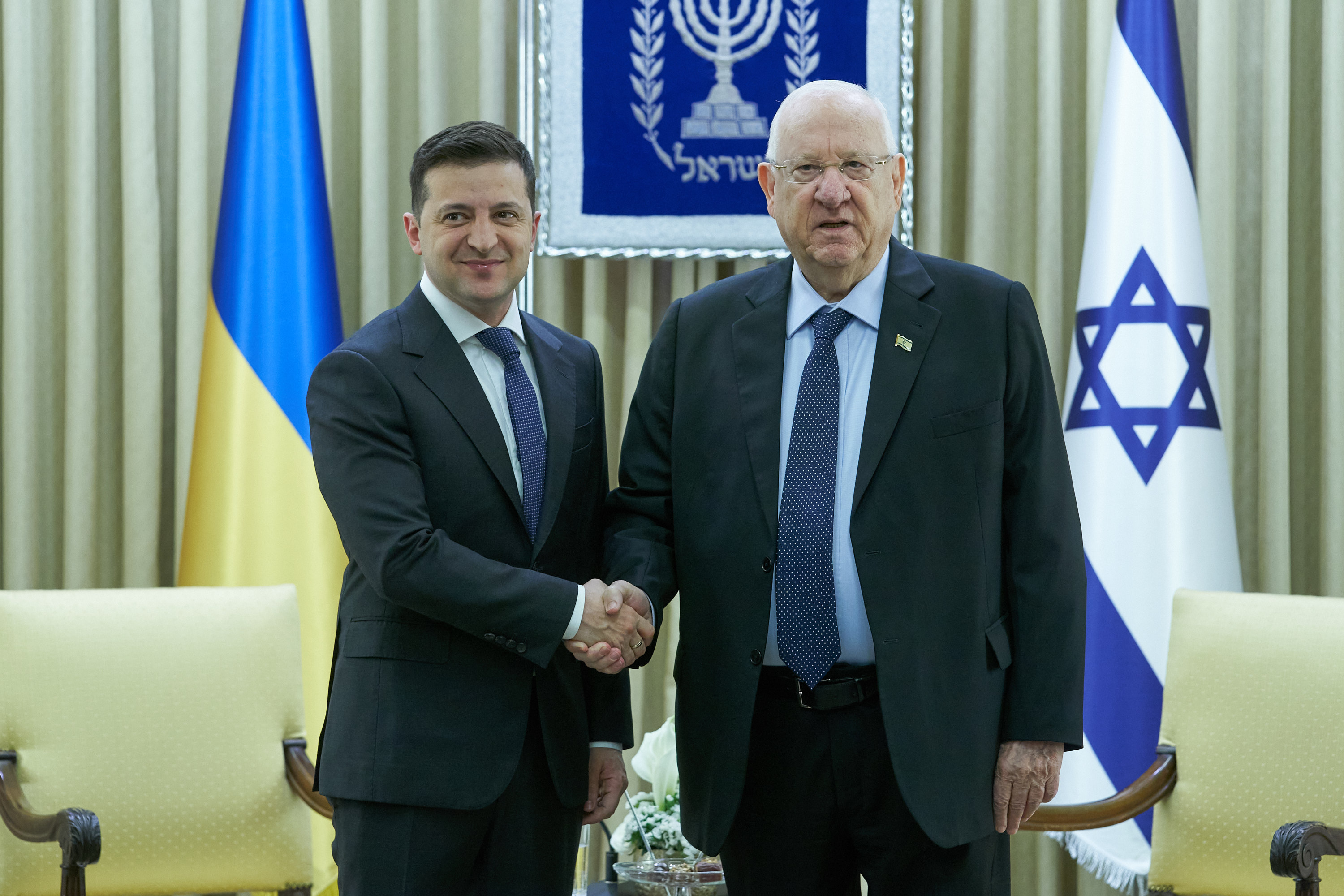
زيلينسكي مع رؤوفين ريفلين رئيس إسرائيل، يناير 2020.
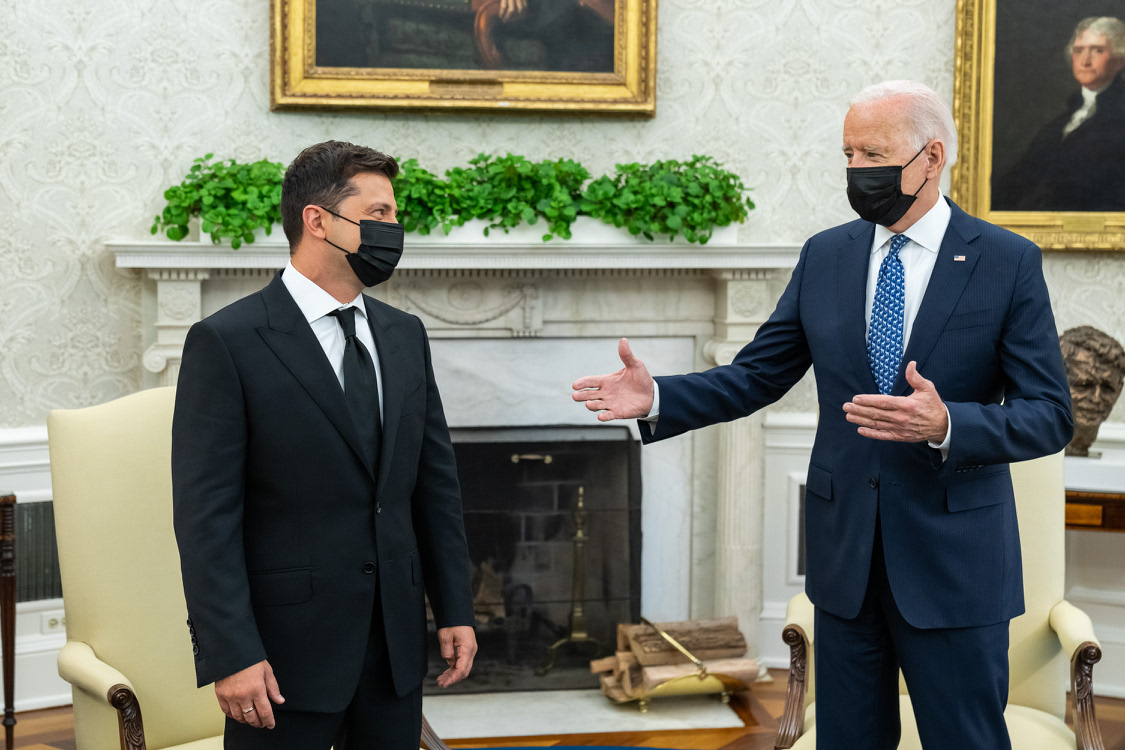
زيلينسكي مع الرئيس الأمريكي جو بايدن في المكتب البيضاوي، سبتمبر 2021.

## روابط خارجية
- رئيس أوكرانيا، الموقع الرسمي الأخبار - الأحداث الجارية
- رئيس أوكرانيا، الموقع الرسمي معرض الصور - الزيارات الخارجية